# Dinamo Nalczyk
Dinamo Nalczyk (ros. Футбольный клуб «Динамо» Нальчик, Futbolnyj Kłub "Dinamo" Nalczik) – rosyjski klub piłkarski z siedzibą w Nalczyku.

## Historia
Chronologia nazw:
- ???—???: Dinamo Nalczyk (ros. «Динамо» Нальчик)

Piłkarska drużyna Dinamo została założona w mieście Nalczyk. 
W 1946 zespół debiutował w Trzeciej Grupie, strefie Dolnowołżańskiej Mistrzostw ZSRR, w której zajął 5. miejsce.
Jednak następnie już nie uczestniczył w rozgrywkach na poziomie profesjonalnym.

## Sukcesy
- 5. miejsce w Drugiej Grupie ZSRR, strefie Północnokaukaskiej: 1946